# Филиппов, Никита Викторович
Никита Викторович Филиппов (род. 7 октября 1991 года) — казахстанский легкоатлет (прыжки с шестом), мастер спорта Республики Казахстан международного класса, участник Олимпиады в Лондоне (2012).

## Биография
Никита Филиппов живет в Алматы.
Право выступить на Олимпиаде — 2012 в Лондоне он получил в Алматы на чемпионате Казахстана, где Никита прыгнул на 5,60 м. На Олимпиаде — 2012 в Лондоне, прыгнув на 5,35 метров, Н.Филиппов оказался 18-м в квалификации.
В 2013 году стал бронзовым призёром Универсиады, причём проиграл более удачливым соперникам лишь по количеству попыток, показав такой же результат (5,50 м).
На чемпионате мира в Москве в предварительном туре не смог прыгнуть на 5,55 м и не попал в финал.
В 2015 году победил на Универсиаде в Кванджу.

## Лучшие результаты
- на открытом воздухе — 5,65 (18.07.2015;  Казахстан Алматы).
- в помещениях — 5,50 (05.02.2011;  Казахстан Караганда).

## Личная жизнь
Является студентом КазНУ им.аль-Фараби.